# Wisłoka
Il Wisłoka è un fiume che attraversa la Polonia, ha una lunghezza di 164 chilometri.